# Ruoutetjärnarna (Sorsele socken, Lappland, 731552-151386)
Ruoutetjärnarna är en sjö i Sorsele kommun i Lappland och ingår i Umeälvens huvudavrinningsområde. Ruoutetjärnarna ligger i Vindelfjällen Natura 2000-område.